# Ден Дау
Ден Арманд Дау (англ. Dan Armand Daoust, нар. 29 лютого 1960, Монреаль) — канадський хокеїст, що грав на позиції центрального нападника.

## Ігрова кар'єра
Професійну хокейну кар'єру розпочав 1980 року.
Протягом професійної клубної ігрової кар'єри, що тривала 18 років, захищав кольори команд «Монреаль Канадієнс», «Торонто Мейпл-Ліфс» та низки інших команд Північної Америки та Європи.
Загалом провів 554 матчі в НХЛ, включаючи 32 гри плей-оф Кубка Стенлі.